# Leesburg (Florida)
Leesburg is een plaats (city) in de Amerikaanse staat Florida, en valt bestuurlijk gezien onder Lake County.

## Demografie
Bij de volkstelling in 2000 werd het aantal inwoners vastgesteld op 15.956.
In 2006 is het aantal inwoners door het United States Census Bureau geschat op 19.835, een stijging van 3879 (24.3%).

## Geografie
Volgens het United States Census Bureau beslaat de plaats een oppervlakte van
63,3 km², waarvan 48,3 km² land en 15,0 km² water.

## Plaatsen in de nabije omgeving
De onderstaande figuur toont nabijgelegen plaatsen in een straal van 16 km rond Leesburg.